# پکان
پکان (به لاتین: Pekan) یک سکونتگاه مسکونی در مالزی است که در پاهانگ واقع شده‌است.